# Dexia subflava
Dexia subflava là một loài ruồi trong họ Tachinidae.